# Армия Королевства Рюкю
Армия королевства Рюкю защищала королевство с 1429 год по 1879 год. Корнями она восходит к поздней армии Тюдзана, которое стало Королевством Рюкю под руководством короля Сё Хаси. Армия Рюкю действовала на островах Рюкю в Восточно-Китайском море и там куда отправлялись корабли королевства. Рюкю в основном воевал с другими королевствами и вождествами Рюкю, а также с японскими самураями из Сацумы и пиратами. Солдаты размещались на кораблях и в укреплениях Рюкю. Армия Рюкю пришла в упадок после XVII века.

## История

### Ранняя история
Тюдзан Сэйкан, первая официальная история Рюкю, подробно описывает военные победы Сё Хаси. Сначала он захватил замок Озато в 1403 году, а затем сверг короля Тюзана Бунея в 1407 году, назначив королём своего отца. Он перенёс столицу из Урасоэ в Сюри. В начале 1410-х годов аджи, феодалы Рюкю, жившие в Хокудзане вступили в спор со своим королём Хананчи. 11 марта 1422 года Сё Хаси собрал силы аджи из Урасоэ, Гоэку и Йомитана в Сюри. Он убедил аджи из Наго, Кунигами и Ханеджи присоединиться к нему, а затем направил свои силы в Наго. В Наго отряд Сё Хаси численностью 500 человек атаковал замок, победив 200 его защитников. Достигнув замка Накидзин, Сё Хаси послал 20 разведчиков, чтобы поджечь его и открыть ворота. Хананчи покончил жизнь самоубийством, а Сё Хаши завоевал Хокузан. Сё Хаши позволил Госамару, Ёмитанзану Аджи, построить замок Дзакими за поддержку его в войне. По Тюдзан Сейфу, спор о престолонаследии разгорелся, когда король Нандзана Таромай умер в 1429 году, что побудило Сё Хаси двинуться на юг и завоевать королевство, окончательно объединив остров Окинава в Королевство Рюкю.

### Расширение и восстания
Есть указания на то, что Рюкю вторгся на острова Амами в 1440-х годах, но в 1450 году корейские моряки потерпели кораблекрушение на Урасоэ, где они обнаружили, что остров Гая наполовину занят Рюкю, а наполовину — владениями Сацума в Южной Японии. Остров Гая находится примерно в 169 км к северу от Назе, основного поселения на одном из островов Амами Осиме, и в 193 км к югу от города Кагосима, столицы Сацума.
После ожесточённого спора о престолонаследии в 1453 году Сё Тайкю стал королём. Амавари, свергнувший Кацурен Аджи, беспокоил короля своим богатством и военной мощью. Король попросил Госамару построить замок Накагусуку между королевским дворцом в замке Сюри и замком Кацурен. После того, как замок был построен, Госамару начал мобилизацию своих сил. Амавари сказал королю, что Госамару замышляет восстание, на что король приказал атаковать замок Накагусуку. Госамару покончил жизнь самоубийством, и его замок пал; Затем король приказал Уни-Уфугусуку возглавить армию против замка Кацурен, где Амавари потерпел поражение и был казнён. Уни-Уфугусуку был награждён Гоэку Магири (яп. 越来間切, совренный город Окинава) и построил замок Чибана.
В 1466 году король Сё Току начал вторжение на остров Кикай на островах Амами с 2000 солдат и 50 кораблями. Сацума начало вторжение в Осиму в 1493 году, но силы Рюкю победили силы Сацумы. Восстания в Осиме были подавлены в 1537, 1538 и 1571 годах. Кроме того, в 1553, 1556 и 1606 годах на Наху были совершены пиратские нападения, но порт был успешно защищён.
Во время правления Сё Сина (1477—1537) армия была полностью реорганизована. Реорганизация включала развитие системы хики (яп. 引) , которая была основной военной единицей со времён Сё Хаси. Сё Син превратил их в силы быстрого реагирования с военными, полицейскими и административными обязанностями. Он конфисковал оружие у крестьян, а затем вынудил аджи переехать в его столицу, чтобы свести к минимуму вероятность восстания и централизовать вооружённые силы под полным королевским контролем. После 1522 года армии аджи, называемые «аджи-гун» (яп. 按司軍) , стали известны как «магири-гун» (яп. 間切軍). Также в 1522 году Сё Син построил Жемчужную дорогу (яп. 真珠道 madama-michi) между Нахой и Сюри, чтобы обеспечить более быстрое передвижение войск между портом и королевским дворцом, которую в 1546 году расширил его сын Сё Сэй, чтобы соединить Томигусуку, Миэ и замок Яразамори.

### Вторжение в Рюкю
В апреле 1609 года владения Сацума начали второе вторжение в Королевство Рюкю. В течение месяца они завоевали острова Амами, столкнувшись с ожесточённым сопротивлением на всех островах, кроме острова Окиноэрабу. После того, как силы Сацумы высадились на острове Коури, напротив гавани Унтен, Рюкю отправил тысяча солдат под командованием Наго Рёхо для укрепления замка Накидзин. 30 апреля силы Наго Рёхо встретили армию Сацумы возле Накидзина, но отступили, понеся 50 % потерь; Накидзин был захвачен и разрушен, а Сё Кокуси, командир гарнизона и наследник рюкюского престола скончался от ран, полученных в бою. 3 мая силы Сацумы высадились в Йомитане, не встретив сопротивления, продвигаясь по суше в сторону Сюри и по морю в сторону Нахи. Рюкю смог остановиться и отогнать Сацумские войска от Нахи, но армия Сацумы смогла захватить замок Урасоэ и пересечь мост Тайхэй, окружающий замок Сюри. После ожесточенного сопротивления Сюри пал 6 мая, и король Сё Нэй сдался.
После катастрофической войны Рюкю был вынужден уступить острова Амами и стать вассалом Сацума. Яна Уэката, командовавший обороной Нахи, был казнен за отказ подписать мирный договор. В то время как система хики потеряла статус в 17 веке, вооруженные силы Рюкю остались защищать страну и ее корабли с данью от пиратов в Восточно-Китайском море. Например, сотни солдат Рюкю были мобилизованы в 1640 году, когда иностранные корабли были замечены возле островов Яэяма, и есть документальные свидетельства того, что жители Рюкю побеждали пиратов еще на рубеже 19-го века.

### Аннексия Японией
В 1871 году корабль с данью потерпел кораблекрушение на Тайване, а команда была убита тайваньскими аборигенами во время инцидента в Мудане. В следующем году правительство Мэйдзи сообщило королевскому правительству, что королевство в то время было доменом Японии (как домен Рюкю). В 1874 году Япония вторглась на Тайвань от имени рюкюанцев. После того, как королевское правительство оказало сопротивление и не подчинилось правительству Мэйдзи, 400 японских солдат высадились в Нахе в марте 1879 года с требованием отречься от престола короля Сё Тая. Через несколько дней японцы заняли замок Сюри, а свергнутого короля увезли в Токио. Рюкю был аннексирован, и была создана префектура Окинава.

## Организация
Военная иерархия Рюкю представляла собой цепочку подчинения сверху вниз, с королем наверху. Ниже короля находился Саншикан, правительственный орган, состоящий из трех его самых доверенных советников. Было три «Дозора» (яп. 番 ban), каждый из которых состоял из четырех хики, которые охраняли территорию Сюри-Наха. Историк Грегори Смитс заключает, что Саншикан произошел от командиров трех Дозоров. В дополнение к Дозорам, у каждого магира были силы неизвестного размера, а также около 17 замков Рюкю, которые были укомплектованы людьми, и корабли, которые защищались хики на борту. Сами хики были дополнительно разбиты по рангам: хики командовал Седо (яп. 勢頭, Okinawan: Shiidu); ниже Седо находился ранг Тикунодоно (яп. 筑殿) , за ним следовал Сатонусибе (яп. 里主部) , а в самом внизу был Кераякукабэ (яп. 家来赤頭).

## Оружие
Военные Рюкюаня использовали комбинацию импортного оружия из Китая и Японии, часто модифицированного, и немного оружия отечественного производства. Наиболее распространенным китайским импортом были ружья и пушки, особенно многоствольные ружья, известные как ручные пушки. Японские мечи, особенно вакидзаси, пользовались большим спросом и обычно модифицировались, чтобы их можно было лучше использовать одной рукой для владения щитом. Также широко использовались алебарды как в китайском, так и в японском стиле.
Рюкю также использовал джонки в море. Корабли Рюкю защищали солдаты и были вооружены пушками; флот из почти 100 джонок использовался во время некоторых военных кампаний Рюкю. Корабли Рюкю продолжали официально эксплуатироваться до 1875 года.

## Боевые искусства
Происхождение карате (окинавский: tii), кобудо и тэгуми часто приписывают либо военным, либо знати Рюкю. Распространенные мифы утверждают, что карате развилось из-за конфискации или запрета оружия королем Сё Сином и Доменом Сацума соответственно. Однако Уни-Уфугусуку (ум. 1469) был известен своими навыками карате.

### Комментарии
1. ↑  Разные историки называют 1405, 1406 и 1407 годы.
2. ↑  «Чудзан Сейфу» использует 1416.